# Оксонієві солі
Оксо́нієві со́лі (рос. оксониевые соли, англ. oxonium salts) — онієві сполуки типу R3O+X–, до яких відносять карбоксонієві (R2C=C(O+)R X–) та пірилієві солі, а також неорганічні сполуки типу (ClHg)3O+Cl–.
Стабільність залежить від протийона, зокрема аліфатичні стійкі у відсутності вологи лише з такими комплексними аніонами, як BF4–, SbCl6–, FeCl4–; ароматичні досить стійкі.